# Schwallbetrieb
Schwallbetrieb (auch Schwellbetrieb) bezeichnet eine Betriebsart von Wasserkraftwerken. Dabei werden zur temporären Erhöhung der Leistung Turbinen zeitweise ausgesetzt und dann zusätzlich in Betrieb genommen.

## Funktionsweise
Bei Laufkraftwerken wird zunächst Wasser in der oberhalb liegenden Haltung aufgestaut. Dort steigt der Wasserstand, während er in der unterwasserseitigen Haltung aufgrund des reduzierten Zuflusses absinkt. Durch die vergrößerte Wasserstandsdifferenz können die Turbinen nun gegenüber dem Normalbetrieb mehr Leistung erbringen. Während der Turbinenbeaufschlagung senkt sich der Wasserstand in der oberen Haltung wieder, in der unteren Haltung entsteht hingegen ein Schwall. Der Schwallbetrieb kann für mehrere Flussstauhaltungen zeitlich versetzt hintereinander ausgeführt werden (Durchlaufspeicherung). Beim sogenannten Kippbetrieb wird für mehrere Haltungen die Beaufschlagung gleichzeitig geändert (das ganze System "kippt"). 
Bei Speicherkraftwerken ist der Schwallbetrieb eine kurzzeitige Erhöhung des Durchflusses.
Schwallbetrieb ist ein künstlicher Eingriff in die Wasserführung im Fließgewässer. Schwallbetrieb hat in der Regel eine Durchflusscharakteristik, die stark vom natürlichen Abfluss abweicht, und kann ökologische Probleme verursachen.

## Ökologische Auswirkungen

### Schwankungen der Wassertemperatur
Durch den Eintrag von stehendem Wasser in ein Fließgewässer kommt es zu großen tageszeitlichen Schwankungen in der Wassertemperatur des Fließgewässers. Nachdem die Aktivität von Fischen und anderen Organismen stark von der Wassertemperatur abhängt, bedeutet eine mehrmals am Tag auftretende Änderung der Wassertemperatur einen großen Stress für diese Organismen.

### Veränderung der Flussmorphologie
Tageszeitliche Schwankungen der Wasserführung, wie sie unter natürlichen Bedingungen nur einige Male pro Jahr auftreten, verursachen große Veränderungen in der Flussmorphologie. So werden z. B. Schotterbänke mehrmals am Tag überschwemmt und dadurch sukzessive abgetragen. Die unterschiedlichen Strömungsverhältnisse bedeuten unterschiedliche Ablagerungen in tieferen Bereichen des Fließgewässers wie z. B. hinter Buhnen.

### Veränderung der Wasserqualität
Durch den Eintrag von Wasser, welches sich in der Wasserqualität von der des Fließgewässers unterscheidet, kommt es zu einer tageszeitlichen Änderung der Wasserqualität. Weiters wird die Wasserqualität des Fließgewässers durch die unterschiedlichen Strömungsverhältnisse und Wasserführungen verändert. Schwallbetrieb verursacht einen höheren Eintrag an Feinsedimenten und Schwebstoffen und bewirkt so eine Trübung des Wassers aufgrund des zunehmenden Schwebstoffgehalts. Der unterschiedliche Anteil an Feinsedimenten steht z. B. in direktem Zusammenhang mit der Entwicklung von Fischlarven, wobei mehr Feinsedimente einen Rückgang an Fischlarven bedeuten.

### Abnahme des Habitatangebots
Durch die tageszeitlich stark schwankende Wasserführung kommt es zu einem Verlust von Habitatangebot. Viele Tiere wie z. B. Jungfische und Fliegenlarven verlieren einen Großteil ihrer Lebensräume, da strömungssichere Flachwasserzonen mehrmals am Tag trockenfallen bzw. überschwemmt werden. Oftmals ersticken Jungfische in übriggebliebenen Restpfützen, aus denen sie nicht mehr rechtzeitig abwandern konnten. Die Auswirkungen des Schwallbetriebs auf das Habitatangebot ist dabei stark abhängig von der Morphologie des Fließgewässers. So kann es durchaus möglich sein, dass sowohl bei Sunk als auch bei Schwall Habitatangebote für Fische existieren. Jedoch liegen sie oft so weit auseinander, dass sie für Jungfische in den kurzen Zeiten der Änderung der Wasserführung nicht erreichbar sind. In diesem Fall stranden die Fische oder sie werden von der starken Strömung erfasst und abgedriftet.

### Abnahme der Biomasse
An Fließgewässern, welche durch Schwallbetrieb beeinflusst sind, zeigt sich ein deutlicher Rückgang der im Fluss befindlichen Biomasse. Dies lässt sich auf die Summierung der oben genannten Einflüsse erklären. Sowohl Schwankungen der Wassertemperatur, Veränderung der Flussmorphologie, Veränderung der Wasserqualität als auch die Abnahme des Habitatangebots verursachen einen massiven Rückgang an der Biomasse. Rückgänge von 90 % der ursprünglichen Biomasse sind an einigen Fließgewässern wissenschaftlich dokumentiert worden. Man muss diesen Rückgang jedoch im zeitlichen Kontext sehen, da die Auswirkungen an einem Fließgewässer mit einem Wasserkraftwerk nicht einmalig geschehen. Viele Gewässer leiden jeden Tag unter mehreren Schwallbetrieben. Als besondere Faktoren können hier das Verhältnis zwischen Schwall und Sunk als auch die Gewässermorphologie hervorgehoben werden. Je höher die Differenz zwischen Schwall und Sunk, desto stärker sind die Auswirkungen der oben genannten Einflüsse auf die Biomasse in einem Fließgewässer.

### Abnahme der Populationsdichten
Aufgrund von Stranden, Abdrift, Schwankungen der Wassertemperatur, Veränderung der Wasserqualität, Veränderung der Flussmorphologie, Abnahme des Habitatangebots und Abnahme an Biomasse kommt es zu einer Abnahme der Populationsdichten verschiedener Organismen. Die Populationen werden durch den stetigen Verlust von z. B. Teilen der juvenilen Jahrgänge, aber auch durch die Abnahme des Nahrungsangebotes langfristig ausgedünnt. Dieser Effekt kann dazu führen, dass ganze Arten von Organismen aus dem Fließgewässer verschwinden (siehe Veränderung der Artenvielfalt). Wieder zeigen sich die Differenz zwischen Schwall und Sunk als auch die Gewässermorphologie als gravierende Faktoren im Einfluss des Schwallbetriebes auf die Populationsdichte. So ergibt sich für jedes beeinflusste Fließgewässer unterschiedliche starke Abnahmen innerhalb der Populationsdichten.

### Veränderung der Artenvielfalt
An Fließgewässern mit Schwallbetrieb zeigt sich eine deutliche Abnahme der Artenvielfalt. Die oben angeführten Einflüsse wie Schwankungen der Wassertemperatur, Veränderung der Flussmorphologie, Veränderung der Wasserqualität, aber auch die Abnahmen der Biomasse und Populationsdichten bewirken, dass viele Arten von Organismen langfristig aus dem betroffenen Fließgewässer verschwinden. Viele Organismen wie z. B. die Forelle reagieren sehr sensibel auf Änderungen ihres Habitates. Die immer wiederkehrenden Schwallbetriebe führen dazu, dass viele Organismen im betroffenen Fließgewässer nicht mehr überlebensfähig sind beziehungsweise keine selbsterhaltenden Populationen existieren. Durch den konsequenten Verlust von z. B. Jungfischen einer Art, durch Stranden oder Abdrift, werden die Populationen langfristig daran gehindert, selbsterhaltende Populationen zu bilden bzw. zu erhalten. Als besonderen Faktor kann man hier wieder das Verhältnis zwischen Schwall und Sunk hervorheben. Je höher die Differenz zwischen Schwall und Sunk, desto stärker sind die Auswirkungen des Schwallbetriebes auf die Artenvielfalt eines Gewässers. Durch die einzigartige Morphologie eines jeden Fließgewässers sind die Auswirkungen in Bezug auf die Artenvielfalt an den betroffenen Fließgewässern unterschiedlich stark. Generell kann jedoch gesagt werden, dass Schwallbetrieb eine Abnahme der Artenvielfalt mit sich bringt.

### Lebensgefahr für Menschen
Für Menschen im Flussbett stellt plötzliches starkes Ansteigen von Wasserstand und Strömungsgeschwindigkeit ein hohes Gefährdungspotential dar. Im seichten Wasser stehende Fischer, im ufernah fast stehenden Wasser badende Schwimmer, Bootfahrer in gemäßigten Wellen können von einer raschen Änderung der Verhältnisse so massiv überrascht werden, dass diese das Ufer nicht mehr sicher erreichen, sondern abgetrieben werden, mit dem Risiko zu kentern. Häufig weisen Verbotsschilder mit Schrift und Zeichnung einer brechenden Welle auf die Gefahr hin.

## Gegenmaßnahme durch Ausgleichsbecken
Eine Möglichkeit, den schädlichen Auswirkungen des Schwallbetriebs entgegenzuwirken, liegt in der Verwendung von Ausgleichsbecken. Dabei wird während des Kraftwerksbetriebs das abgearbeitete Wasser zunächst teilweise in einem Becken zurückgehalten, um dann gleichmäßiger an ein Fließgewässer abgegeben werden zu können.